# Ludlow, Colorado
Ludlow är en spökstad i Las Animas County, Colorado, USA. Den blev känd för Ludlowmassakern 1914. Den är belägen vid en kanjon vid Sangre de Cristo Mountains. Den ligger väster om Interstate 25, uppskattningsvis 12 engelska mil (19 kilometer) norr om staden Trinidad. Bland sevärdheterna finns Ludlowmonumentet, till minne av massakern 1914, Hastingsugnen, samt monumentet Victor American Hastings Mine Disaster.